# Frihamnen, Göteborg

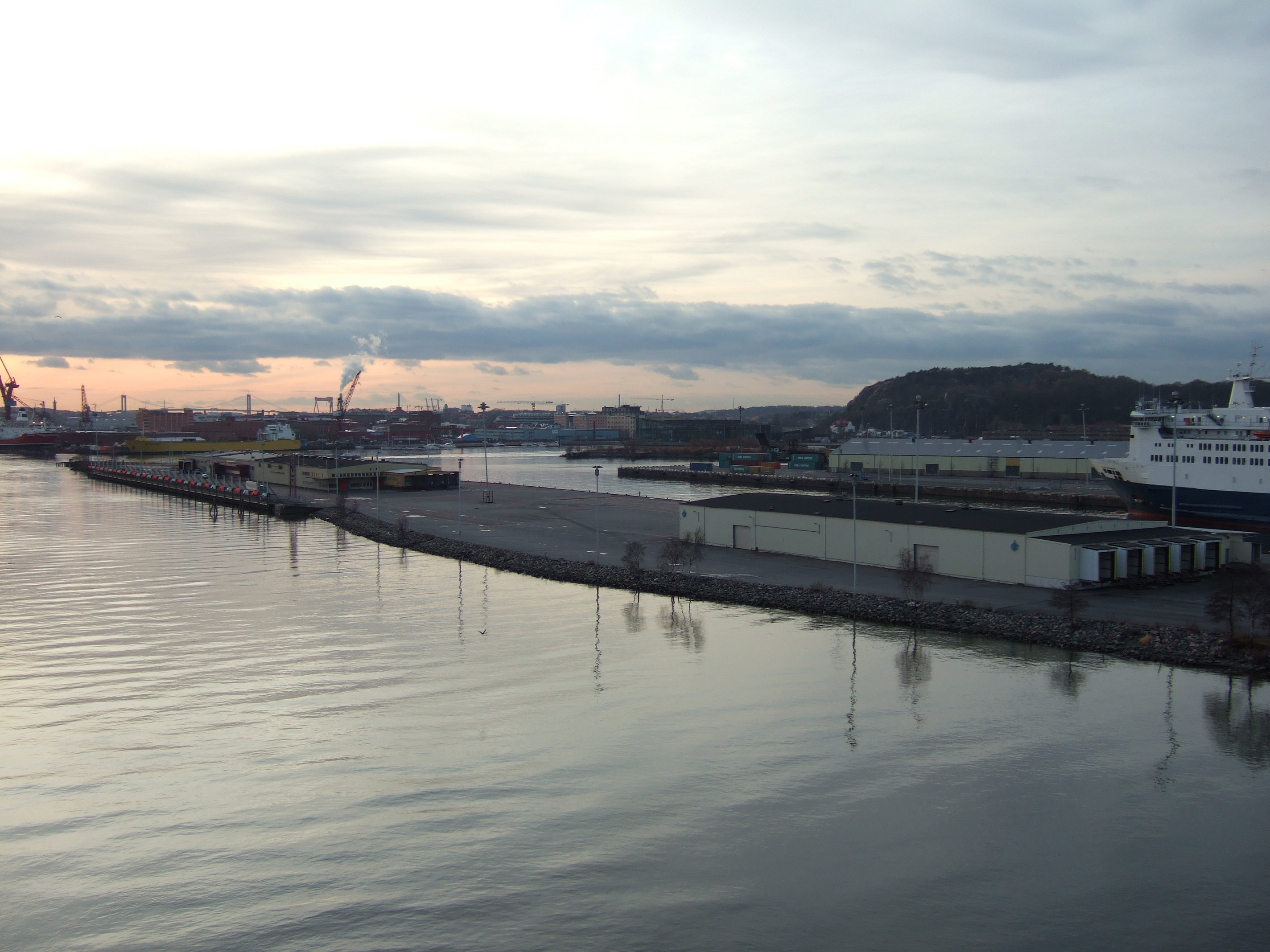
Frihamnen sedd från Götaälvbron, med Bananpiren i förgrunden.

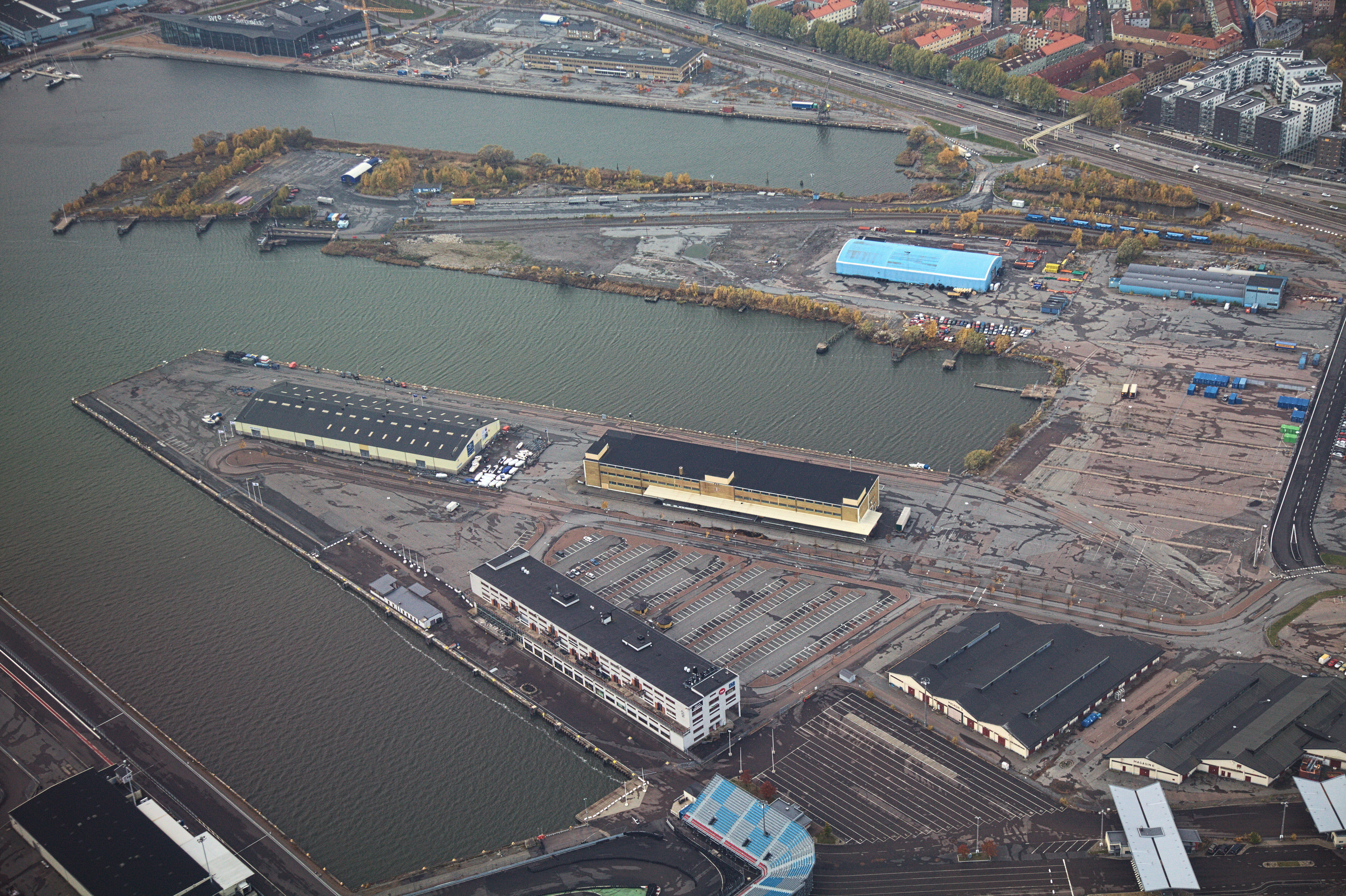
Frihamnsområdet från helikopter i oktober 2013.

Frihamnen är Göteborgs innersta hamn och ligger på Hisingen vid Götaälvbrons norra fäste. Frihamnen invigdes den 31 augusti 1922 av kronprins Gustaf Adolf, och ägdes då av Göteborgs Frihamns AB. År 1943 övertogs samtliga aktier av Göteborgs stad. 

## Storlek
Vid sitt öppnande hade frihamnen 1 135 meter kaj, och vattendjupet var muddrat till 9 meter.¹ Landarealen var 19,3 hektar och vattenarelaen 9 hektar. Den nuvarande kajlängden har ökats till 1 937 meter och djupet är nu 6−9,5 meter.

## Pirar
Frihamnen består av tre pirar: Södra Frihamnspiren eller Bananpiren, Norra Frihamnspiren och Kvillepiren.
Bananpiren, som är den östligaste, tjänade från mitten av 1930-talet och fram till år 2000 som hamn för Sveriges bananimport med specialbyggda båtar. Den sista bananbåten lämnade Frihamnen i slutet av december 2000. Båtarna kommer än idag in med bananer till Göteborg, men verksamheten har flyttats från bananpiren ut till Skandiahamnen, eftersom kylcontainrar på containerfartyg numera används. Idag finns mogningslagret kvar ute på piren. Under Göteborgs kulturkalas och andra tillfällen fungerar piren som festplats och konsertområde. Det förekommer även biltävlingar på piren.
Norra Frihamnspiren, som är den mellersta, var tilläggsplats för DFDS Seaways färjetrafik till engelska Newcastle. Frihamnen blev 2007 också namnet på en gatuadress för den tidigare inte namnsatta vägen från entrén till spetsen på Norra Frihamnspiren.
Kvillepiren, som är den västligaste, var tilläggsplats för järnvägsfärjan Stena Scanrail, som trafikerade linjen Göteborg-Frederikshavn.

## Historia

Johan August Hertz och Charles Lindholms förslag till Frihamn i Göteborg från år 1894.

Redan 1894 utarbetade grosshandlare Johan August Hertz ett förslag till frihamn vid Tingstadsvassen, vilket dock aldrig förverkligades. I början av 1900-talet utlystes en internationell tävling om generalplan för utbyggnad av Göteborgs hamn, och det segrande förslaget koncentrerade hamnanläggningen till en centralhamn vid Tingstadsvassen, där den skulle ligga på en konstgjord ö. Den 19 februari 1909 avslog stadsfullmäktige ett förslag om en frihamn i Arendalsviken.
Göteborgs stadsfullmäktige beslöt den 16 februari 1911 att ur Wilhelm Röhss utdelningsfond för år 1910 anslå 110 000 kronor till bekostande av en utredning om läge, beskaffenhet och kostnader för en frihamn i Göteborg. Stadsfullmäktige beslöt därefter den 23 maj 1912 om en första utbyggnad av centralhamnen, och under tiden dessa arbeten pågick antogs, 1915, ett förslag om att centralhamnen skulle inrättas som frihamn, vilket Kungl. Maj:t 1918 lämnade tillstånd till. På initiativ av ett flertal näringsidkare i staden bildades så Göteborgs Frihamns AB 1920.

### Ursprungsförslaget
1915 års förslag, "anordning af område för varumagasin vid vatten samt upplags- och industritomter i samband med en Frihamnsanläggning omfattande den af stadsfullmäktige beslutade hamnanläggningen å Lundby och Tingstads vassmarker", kostnadsberäknades till cirka 8,4 miljoner kronor och bestod av:
- En kanal med 25 meters bredd och 3 meters djup, som skulle gå längs den blivande strandlinjen.
- Magasiner med 21 meters bredd.
- Upplagsplatser.
- Varuskjul med 30 meters bredd, samt järnvägs- och kranspår utanför dessa.
- Industritomter och varuupplag.
- Järnvägsförbindelse från Sannegårdsbanan med 300 meters kurvradier, förgrenad längs magasins- och industritomterna.
- En spårvägstunnel från Packhusplatsen till Solgatan, där tunneln skulle utmynna, och varifrån en spårvägslinje skulle ledas in på industriområdet och förenad med järnvägsspåren, så att spårvägslastvagnar kunde köra fram till varuskjul och magasin och därifrån hämta varor, som genom tunneln kunde transporteras på spårvägen till staden.

Marken ägdes av Göteborgs stad, med undantag av Lundby prästgård, som ägdes av Kronan och mark som tillhörde det belgiska gruvföretaget Vieille Montagne, som exporterade zinkmalm från Zinkgruvan i Närke.